# 大程站
大程站是位于陕西省西安市阎良区振兴街道的一个铁路车站，邮政编码710089。车站建于1940年，有咸铜铁路经过该站，现仅办理货运，不办理客运业务，车站及其上下行区间均未电气化。车站距离咸阳站67公里，隶属西安铁路局，是四等站。